# Pachycephala caledonica
Pachycephala caledonica là một loài chim trong họ Pachycephalidae.